# Баян (хан Білої Орди)
Баян (роки правління 1302 — близько 1309) — хан Білої Орди.  Правив у Білій Орді в період громадянських воєн. 

## Життєпис
Син хана Конічи і меркітки Кукулун-хатун. Боровся за владу проти Куйлука, Мангитая та інших тимчасових правителів. Мав спадкове право на владу в Східному Половецькому полі.
Баян підтримував дипломатичні зв'язки з Тулуїдами Китаю (Хубілаїди, правителями імперії Юань) та Ірану (Хулагуїди, правителі держави Ільханів), вів військові дії проти Угедеїдів і Чагатаїдів Центральної Азії Хайду й Дуви (Тива), та їх ставленика Куйлука. За допомогою золотоординського хана Тохти Баяну вдалося розбити Куйлука й взяти владу в свої руки у 1302 році. Сини Кайду, Чапар і Дува висунули нового ставленика — сина Куйлука Куштая. Нова міжусобна війна послабила Білу Орду. У 1308 року владу захопив брат Баяна Мангитай (Макудай). Залишки військ Баяна були розбиті в 1309 році Куштаєм.
Ймовірно, Баяну вдалося повернути собі владу в 1310 році й правити країною до 1318—1319 років. Наступником Баяна став його син Саси-Бука (1309-1315/1321).